# 1995年ラグビートンガ代表の日本遠征
1995年ラグビートンガ代表の日本遠征では、1995年2月にトンガ代表が日本に遠征し日本代表とのテストマッチを含む計3試合が組まれた。

## 試合日程・結果
| 日時          | 会場                       | ホーム   | スコア | アウェイ |
| ------------- | -------------------------- | -------- | ------ | -------- |
| 1995年2月11日 | 瑞穂ラグビー場（愛知県）   | 日本     | 16-47  | トンガ   |
| 1995年2月15日 | 秩父宮ラグビー場（東京都） | 日本選抜 | 26-5   | トンガ   |
| 1995年2月19日 | 秩父宮ラグビー場（東京都） | 日本     | 16-24  | トンガ   |